# Thoris quinqueguttata
Thoris quinqueguttata är en skalbaggsart som beskrevs av J. Linsley Gressitt 1959. Thoris quinqueguttata ingår i släktet Thoris och familjen långhorningar. Inga underarter finns listade i Catalogue of Life.